# Йохан Фердинанд фон Ауершперг
Йохан Фердинанд фон Ауершперг (на немски: Johann Ferdinand 2.Fürst von Auersperg) е 2. княз фон Ауершперг (1677 – 1705), 2. херцог на Мюнстерберг (1677 – 1705) и Франкенщайн (Зомбковице Шльонске), граф на Готшее (Kočevje) и Велс.

## Биография
Роден е на 29 септември 1655 година във Виена, Хабсбургска монархия. Той е най-големият син на 1. княз Йохан Вайкхард фон Ауершперг (1615 – 1677) и съпругата му Мария Катарина фон Лозенщайн (1635 – 1691), дъщеря на граф Георг Ахац фон Лозенщайн-Гшвендт (1597 – 1653) и графиня Мария Анна Франциска фон Мансфелд-Фордерорт († 1654), дъщеря на граф Бруно III фон Мансфелд-Фордерорт (1576 – 1644). Брат е на Франц Карл фон Ауершперг (1660 – 1713), 3. княз на Ауершперг, 3. херцог на Мюнстерберг, и на Леополд (1662 – 1705, Торино, Италия), дипломат.
Наследен е от по-малкия му брат Франц Карл фон Ауершперг.
Умира на 6 август 1708 в Жембице/Мюнстерберг, Силезия.

## Фамилия
Йохан Фердинанд фон Ауершперг се жени през 1678 г. за графиня Мария Анна фон Херберщайн (* ок. 1660; † 1 февруари 1726), дъщеря на граф Йохан Максимилиан II фон Херберщайн († 1679) и графиня Анна Магдалена Елизабет фон Тун и Хоенщайн. Те имат една дъщеря:
- Мария Терезия (* 20 октомври 1686; † 9 март 1756), омъжена на 24 февруари 1705 г. за граф Георг Зигмунд фон Ауершперг-Кихберг ам Валд (* 2 май 1678; † 1734), син на граф Йохан Хербард фон Ауершперг (1643 – 1701) и графиня Мария Констанция фон Траутмансдорф (1651 – 1722)